# 리에주주

리에주주의 위치

리에주주의 지방 자치체

리에주주(프랑스어: Province de Liège, 왈롱어: Lîdje, 네덜란드어: Luik, 독일어: Lüttich) 또는 리에주주는 벨기에 동부 왈롱 지방에 위치한 주로 주도는 리에주이며 면적은 3,844km2, 인구는 1,102,531명(2017년 1월 기준), 인구 밀도는 290명/km2이다.
북쪽에서 시계 방향으로 네덜란드, 독일, 룩셈부르크, 벨기에 뤽상부르주, 나뮈르주, 브라방왈롱주, 플람스브라반트주, 림뷔르흐주와 접하며 4개 행정구와 84개 지방 자치체를 관할한다. 주 전체가 프랑스어 공동체, 독일어 공동체에 걸쳐 있기 때문에 프랑스어를 구사하는 주민과 독일어를 구사하는 주민이 거주한다.

주기
주 문장